# Lista över fornlämningar i Östhammars kommun (Film)
Lista över fornlämningar i Östhammars kommun (Film) är en förteckning av ett urval av de fornlämningar som finns i Film i Östhammars kommun.
| Namn                            | Lämningstyp             | Tillkomsttid | Historisk indelning | Plats | Läge                 | ID-nr          | Bild                                 |
| ------------------------------- | ----------------------- | ------------ | ------------------- | ----- | -------------------- | -------------- | ------------------------------------ |
| Film 5:1                        | Runristning             |              | Film, Uppland       |       | 60.211132, 17.980823 | 10022200050001 | Ladda upp en bild av detta fornminne |
| Film 7:1                        | Gravfält                |              | Film, Uppland       |       | 60.222242, 17.909854 | 10022200070001 | Ladda upp en bild av detta fornminne |
| Film 9:1                        | Gravfält                |              | Film, Uppland       |       | 60.219725, 17.908569 | 10022200090001 | Ladda upp en bild av detta fornminne |
| Film 10:1                       | Gravfält                |              | Film, Uppland       |       | 60.222280, 17.905101 | 10022200100001 | Ladda upp en bild av detta fornminne |
| Film 15:1                       | Gravfält                |              | Film, Uppland       |       | 60.235688, 17.925159 | 10022200150001 | Ladda upp en bild av detta fornminne |
| Film 26:1                       | Gravfält                |              | Film, Uppland       |       | 60.239467, 17.925040 | 10022200260001 | Ladda upp en bild av detta fornminne |
| Film 27:1                       | Gravfält                |              | Film, Uppland       |       | 60.236121, 17.926582 | 10022200270001 | Ladda upp en bild av detta fornminne |
| Film 28:1                       | Gravfält                |              | Film, Uppland       |       | 60.213739, 17.873226 | 10022200280001 | Ladda upp en bild av detta fornminne |
| Film 29:1                       | Stensättning            |              | Film, Uppland       |       | 60.214209, 17.872442 | 10022200290001 | Ladda upp en bild av detta fornminne |
| Film 29:2                       | Stensättning            |              | Film, Uppland       |       | 60.214092, 17.872603 | 10022200290002 | Ladda upp en bild av detta fornminne |
| Film 29:3                       | Stensättning            |              | Film, Uppland       |       | 60.213980, 17.872660 | 10022200290003 | Ladda upp en bild av detta fornminne |
| Film 30:1                       | Gravfält                |              | Film, Uppland       |       | 60.219488, 17.901223 | 10022200300001 | Ladda upp en bild av detta fornminne |
| Film 34:1                       | Gravfält                |              | Film, Uppland       |       | 60.224829, 17.907775 | 10022200340001 | Ladda upp en bild av detta fornminne |
| Bränntorpet (Film 50:1)         | Lägenhetsbebyggelse     |              | Film, Uppland       |       | 60.272026, 17.987392 | 10022200500001 | Ladda upp en bild av detta fornminne |
| Film 64:1                       | Lägenhetsbebyggelse     |              | Film, Uppland       |       | 60.217529, 17.982220 | 10022200640001 | Ladda upp en bild av detta fornminne |
| Film 74:1                       | Gravfält                |              | Film, Uppland       |       | 60.220632, 17.867678 | 10022200740001 | Ladda upp en bild av detta fornminne |
| Paradiset (Film 76:1)           | Lägenhetsbebyggelse     |              | Film, Uppland       |       | 60.193536, 17.911768 | 10022200760001 | Ladda upp en bild av detta fornminne |
| Film 79:1                       | Lägenhetsbebyggelse     |              | Film, Uppland       |       | 60.188746, 17.916207 | 10022200790001 | Ladda upp en bild av detta fornminne |
| Film 91:1                       | Lägenhetsbebyggelse     |              | Film, Uppland       |       | 60.207117, 17.900464 | 10022200910001 | Ladda upp en bild av detta fornminne |
| Film 94:1                       | Lägenhetsbebyggelse     |              | Film, Uppland       |       | 60.209456, 17.907075 | 10022200940001 | Ladda upp en bild av detta fornminne |
| Film 95:1                       | Lägenhetsbebyggelse     |              | Film, Uppland       |       | 60.212500, 17.907186 | 10022200950001 | Ladda upp en bild av detta fornminne |
| Film 98:1                       | Lägenhetsbebyggelse     |              | Film, Uppland       |       | 60.222379, 17.915183 | 10022200980001 | Ladda upp en bild av detta fornminne |
| Film 99:1                       | Stensättning            |              | Film, Uppland       |       | 60.222882, 17.915498 | 10022200990001 | Ladda upp en bild av detta fornminne |
| Kopparhyttan (Film 106:1)       | Husgrund, historisk tid |              | Film, Uppland       |       | 60.313687, 17.933205 | 10022201060001 | Ladda upp en bild av detta fornminne |
| Film 111:1                      | Kvarn                   |              | Film, Uppland       |       | 60.291996, 17.947439 | 10022201110001 | Ladda upp en bild av detta fornminne |
| Film 116:1                      | Lägenhetsbebyggelse     |              | Film, Uppland       |       | 60.288495, 17.929124 | 10022201160001 | Ladda upp en bild av detta fornminne |
| Film 127:1                      | Lägenhetsbebyggelse     |              | Film, Uppland       |       | 60.294917, 17.958482 | 10022201270001 | Ladda upp en bild av detta fornminne |
| Film 130:1                      | Lägenhetsbebyggelse     |              | Film, Uppland       |       | 60.288301, 17.933586 | 10022201300001 | Ladda upp en bild av detta fornminne |
| Film 130:2                      | Lägenhetsbebyggelse     |              | Film, Uppland       |       | 60.288141, 17.934680 | 10022201300002 | Ladda upp en bild av detta fornminne |
| Film 134:1                      | Gravfält                |              | Film, Uppland       |       | 60.227817, 17.909673 | 10022201340001 | Ladda upp en bild av detta fornminne |
| Film 154:1                      | Lägenhetsbebyggelse     |              | Film, Uppland       |       | 60.230912, 17.924556 | 10022201540001 | Ladda upp en bild av detta fornminne |
| Film 159:1                      | Lägenhetsbebyggelse     |              | Film, Uppland       |       | 60.238240, 17.927558 | 10022201590001 | Ladda upp en bild av detta fornminne |
| Film 163:1                      | Lägenhetsbebyggelse     |              | Film, Uppland       |       | 60.242159, 17.928326 | 10022201630001 | Ladda upp en bild av detta fornminne |
| Film 176:1                      | Lägenhetsbebyggelse     |              | Film, Uppland       |       | 60.209400, 17.966719 | 10022201760001 | Ladda upp en bild av detta fornminne |
| Film 188:1                      | Lägenhetsbebyggelse     |              | Film, Uppland       |       | 60.262772, 17.954143 | 10022201880001 | Ladda upp en bild av detta fornminne |
| Film 189:1                      | Lägenhetsbebyggelse     |              | Film, Uppland       |       | 60.245763, 17.922962 | 10022201890001 | Ladda upp en bild av detta fornminne |
| Film 190:1                      | Lägenhetsbebyggelse     |              | Film, Uppland       |       | 60.245830, 17.909157 | 10022201900001 | Ladda upp en bild av detta fornminne |
| Film 194:1                      | Lägenhetsbebyggelse     |              | Film, Uppland       |       | 60.262754, 17.910486 | 10022201940001 | Ladda upp en bild av detta fornminne |
| Film 198:1                      | Lägenhetsbebyggelse     |              | Film, Uppland       |       | 60.261598, 17.940688 | 10022201980001 | Ladda upp en bild av detta fornminne |
| Film 200:1                      | Lägenhetsbebyggelse     |              | Film, Uppland       |       | 60.256132, 17.923554 | 10022202000001 | Ladda upp en bild av detta fornminne |
| Film 201:1                      | Lägenhetsbebyggelse     |              | Film, Uppland       |       | 60.260371, 17.925303 | 10022202010001 | Ladda upp en bild av detta fornminne |
| Film 203:1                      | Lägenhetsbebyggelse     |              | Film, Uppland       |       | 60.248204, 17.883745 | 10022202030001 | Ladda upp en bild av detta fornminne |
| Film 207:1                      | Lägenhetsbebyggelse     |              | Film, Uppland       |       | 60.241033, 17.882607 | 10022202070001 | Ladda upp en bild av detta fornminne |
| Film 209:1                      | Lägenhetsbebyggelse     |              | Film, Uppland       |       | 60.240701, 17.874742 | 10022202090001 | Ladda upp en bild av detta fornminne |
| Lockens (Film 211:1)            | Lägenhetsbebyggelse     |              | Film, Uppland       |       | 60.246049, 17.853329 | 10022202110001 | Ladda upp en bild av detta fornminne |
| Film 212:1                      | Lägenhetsbebyggelse     |              | Film, Uppland       |       | 60.247141, 17.854988 | 10022202120001 | Ladda upp en bild av detta fornminne |
| Kumgärdet (Film 213:1)          | Lägenhetsbebyggelse     |              | Film, Uppland       |       | 60.248247, 17.855610 | 10022202130001 | Ladda upp en bild av detta fornminne |
| Film 216:1                      | Lägenhetsbebyggelse     |              | Film, Uppland       |       | 60.244795, 17.864424 | 10022202160001 | Ladda upp en bild av detta fornminne |
| Film 217:1                      | Lägenhetsbebyggelse     |              | Film, Uppland       |       | 60.243109, 17.864711 | 10022202170001 | Ladda upp en bild av detta fornminne |
| Bryttbyn (Film 221:1)           | Lägenhetsbebyggelse     |              | Film, Uppland       |       | 60.231068, 17.858044 | 10022202210001 | Ladda upp en bild av detta fornminne |
| Bryttbyn (Film 221:3)           | Lägenhetsbebyggelse     |              | Film, Uppland       |       | 60.228799, 17.859674 | 10022202210003 | Ladda upp en bild av detta fornminne |
| Film 222:1                      | Lägenhetsbebyggelse     |              | Film, Uppland       |       | 60.243149, 17.872052 | 10022202220001 | Ladda upp en bild av detta fornminne |
| Brända slott (Film 223:1)       | Lägenhetsbebyggelse     |              | Film, Uppland       |       | 60.242854, 17.861722 | 10022202230001 | Ladda upp en bild av detta fornminne |
| Rönnvik (Film 228:1)            | Lägenhetsbebyggelse     |              | Film, Uppland       |       | 60.243531, 17.809514 | 10022202280001 | Ladda upp en bild av detta fornminne |
| Forsvik (Film 229:1)            | Lägenhetsbebyggelse     |              | Film, Uppland       |       | 60.233700, 17.810796 | 10022202290001 | Ladda upp en bild av detta fornminne |
| Forsvik (Film 229:2)            | Lägenhetsbebyggelse     |              | Film, Uppland       |       | 60.234566, 17.810198 | 10022202290002 | Ladda upp en bild av detta fornminne |
| Film 230:1                      | Lägenhetsbebyggelse     |              | Film, Uppland       |       | 60.266073, 17.842832 | 10022202300001 | Ladda upp en bild av detta fornminne |
| Kanonhagen (Film 263:1)         | Lägenhetsbebyggelse     |              | Film, Uppland       |       | 60.293320, 17.926605 | 10022202630001 | Ladda upp en bild av detta fornminne |
| Film 264:1                      | Lägenhetsbebyggelse     |              | Film, Uppland       |       | 60.269219, 17.873478 | 10022202640001 | Ladda upp en bild av detta fornminne |
| Film 266:1                      | Lägenhetsbebyggelse     |              | Film, Uppland       |       | 60.206544, 17.912497 | 10022202660001 | Ladda upp en bild av detta fornminne |
| Källboda (Film 268:1)           | Lägenhetsbebyggelse     |              | Film, Uppland       |       | 60.189926, 17.889322 | 10022202680001 | Ladda upp en bild av detta fornminne |
| Ronnebo (Film 276:1)            | Lägenhetsbebyggelse     |              | Film, Uppland       |       | 60.229197, 17.814671 | 10022202760001 | Ladda upp en bild av detta fornminne |
| Film 279:1                      | Lägenhetsbebyggelse     |              | Film, Uppland       |       | 60.262351, 17.838184 | 10022202790001 | Ladda upp en bild av detta fornminne |
| Rosseln (Film 282:1)            | Lägenhetsbebyggelse     |              | Film, Uppland       |       | 60.247213, 17.881039 | 10022202820001 | Ladda upp en bild av detta fornminne |
| Ranndala (Film 292:1)           | Lägenhetsbebyggelse     |              | Film, Uppland       |       | 60.322718, 17.963849 | 10022202920001 | Ladda upp en bild av detta fornminne |
| Film 293:1                      | Husgrund, historisk tid |              | Film, Uppland       |       | 60.321702, 17.966832 | 10022202930001 | Ladda upp en bild av detta fornminne |
| Film 296:1                      | Lägenhetsbebyggelse     |              | Film, Uppland       |       | 60.234292, 17.897120 | 10022202960001 | Ladda upp en bild av detta fornminne |
| Mörkret (Film 309:1)            | Lägenhetsbebyggelse     |              | Film, Uppland       |       | 60.294321, 17.897445 | 10022203090001 | Ladda upp en bild av detta fornminne |
| Film 311:1                      | Husgrund, historisk tid |              | Film, Uppland       |       | 60.263336, 17.948418 | 10022203110001 | Ladda upp en bild av detta fornminne |
| Fäbodarna (Film 313:1)          | Fäbod                   |              | Film, Uppland       |       | 60.267757, 17.889664 | 10022203130001 | Ladda upp en bild av detta fornminne |
| Kammar anna stinas (Film 317:1) | Lägenhetsbebyggelse     |              | Film, Uppland       |       | 60.286119, 17.943507 | 10022203170001 | Ladda upp en bild av detta fornminne |
| Lundbergshagen (Film 323:1)     | Lägenhetsbebyggelse     |              | Film, Uppland       |       | 60.275526, 17.957137 | 10022203230001 | Ladda upp en bild av detta fornminne |
| Film 326:1                      | Stensättning            |              | Film, Uppland       |       | 60.316463, 17.946029 | 10022203260001 | Ladda upp en bild av detta fornminne |
| Film 332:1                      | Lägenhetsbebyggelse     |              | Film, Uppland       |       | 60.279554, 17.973719 | 10022203320001 | Ladda upp en bild av detta fornminne |
| Film 347:1                      | Lägenhetsbebyggelse     |              | Film, Uppland       |       | 60.180940, 17.907616 | 10022203470001 | Ladda upp en bild av detta fornminne |
| Film 362:1                      | Lägenhetsbebyggelse     |              | Film, Uppland       |       | 60.213431, 17.903597 | 10022203620001 | Ladda upp en bild av detta fornminne |
| Film 409                        | Kvarn                   |              | Film, Uppland       |       | 60.223466, 17.861104 | 12000000135714 | Ladda upp en bild av detta fornminne |